# Георгі Берідзе
Георгі Берідзе (груз. გიორგი ბერიძე, нар. 12 травня 1997, Местія) — грузинський футболіст, півзахисник турецького клубу «Анкарагюджю».
Виступав, зокрема, за клуби «Генк» та «Уйпешт», а також національну збірну Грузії.

## Клубна кар'єра
Народився 12 травня 1997 року в місті Местія. Вихованець футбольної школи клубу «Генк».
У дорослому футболі дебютував 2014 року виступами за команду «Діла», в якій провів один сезон, взявши участь у 8 матчах чемпіонату. 
Протягом 2015 року захищав кольори клубу «Зестафоні».
Своєю грою за останню команду привернув увагу представників тренерського штабу клубу «Генк», до складу якого приєднався 2015 року. Відіграв за команду з Генка наступні два сезони своєї ігрової кар'єри.
Протягом 2017—2018 років захищав кольори клубу «Тренчин».
У 2018 році на правах оренди грав за «Уйпешт», у складі якого провів наступний рік своєї кар'єри гравця. Більшість часу, проведеного у складі «Уйпешта», був основним гравцем команди.
Згодом з 2019 по 2020 рік грав у складі команд «Генк» та «Локерен».
З 2020 року знову, цього разу два сезони захищав кольори клубу «Уйпешт». Граючи у складі «Уйпешта» також здебільшого виходив на поле в основному складі команди. У складі «Уйпешта» був одним з головних бомбардирів команди, маючи середню результативність на рівні 0,35 гола за гру першості.
До складу клубу «Анкарагюджю» приєднався 2022 року.

## Виступи за збірні
2012 року дебютував у складі юнацької збірної Грузії (U-17), загалом на юнацькому рівні взяв участь у 27 іграх, відзначившись 2 забитими голами.
Протягом 2016–2018 років залучався до складу молодіжної збірної Грузії. На молодіжному рівні зіграв в 11 офіційних матчах, забив 1 гол.
2018 року дебютував в офіційних матчах у складі національної збірної Грузії.
| Дата      | Місто      | Господарі            | Результат | Гості   | Турнір            | Голи | Примітки |
| --------- | ---------- | -------------------- | --------- | ------- | ----------------- | ---- | -------- |
| 1-6-2018  | Швац       | Грузія               | 1 – 0     | Мальта  | товариський матч  | -    | 67'      |
| 5-6-2018  | Люксембург | Люксембург           | 1 – 0     | Грузія  | товариський матч  | -    | 45'      |
| 25-3-2021 | Стокгольм  | Швеція               | 1 – 0     | Грузія  | Відбір до ЧС 2022 | -    | 78'      |
| 28-3-2021 | Тбілісі    | Грузія               | 1 – 2     | Іспанія | Відбір до ЧС 2022 | -    | 80'      |
| 25-3-2022 | Зениця     | Боснія і Герцеговина | 0 – 1     | Грузія  | товариський матч  | -    | 75'      |
| Усього    |            | Матчів               | 5         |         | Голів             | 0    |          |

## Титули і досягнення
- Найкращий бомбардир Кубка Угорщини: 2020-2021 (по 5 м'ячів разом з Роко Батуриною та Даніелем Прошшером)